# 岡田健志
岡田 健志（おかだ けんじ、10月5日 - ）は、日本のナレーター。YouTuber。福井県坂井市三国町出身。愛称は「おかけん」

## 出演

### ナレーション

#### 現在放送中の番組
- 日本全国福むすび（2017年4月14日 - 現在、フジテレビ系列 福井テレビ）毎週土曜日18:00-

#### 過去に放送された番組
- 踊る指揮者（マエストロ）・井上道義〜金沢のラスト・ワルツ〜（2025年2月26日、TBS系列 北陸放送）
- 富山・石川・長野 みやぞんの北陸新幹線ワールドグルメツアー！２（2024年8月14日・28日、TBS系列3局共同制作チューリップテレビ、北陸放送、信越放送)
- 森三中 鹿児島で満足旅 徳之島編（2024年8月4日、日本テレビ系列 鹿児島讀賣テレビ）
- 富山・石川・長野 みやぞんの北陸新幹線ワールドグルメツアー！（2023年11月15日、TBS系列3局共同制作チューリップテレビ、北陸放送、信越放送)
- RKK熊本放送開局70周年記念特別番組 ななまるテレビ　ニッポンのくまもとTV 全国の熊本大捜索（2023年11月15日、TBS系列 熊本放送）
- 森三中 鹿児島で満足旅（2023年9月30日、鹿児島讀賣テレビ）
- 鬼越トマホークの北肉新幹線 富山・石川・長野にく旅（2023年3月29日、3局共同制作 チューリップテレビ、北陸放送、信越放送)
- 森三中大島の奄美大島で美しく幸せになる旅（2022年10月22日、鹿児島讀賣テレビ)(2023年3月18日、日本テレビ関東ローカル)
- FM福井×塩田武士 特別インタビュー 朱色の化身〜作家・塩田武士が見た 坂井市・雄島〜（2022年5月28日、FM福井）
- 家づくり大事典（2020年-2022年、フジテレビ系列 さくらんぼテレビジョン）
- 横浜FC日南キャンプ2021（2021年1月、日南テレビ）
- 聞きます！発電所のギモン〜運転期間延長に向けた関西電力の取り組み〜（2020年11月24日、福井テレビ）
- 橋本左内生誕185年 福井テレビ開局50周年記念　橋本左内 時代を先取りした男(2019年3月16日、福井テレビ)
- STEP 第13回全国中学校選抜ボート大会(2018年4月7日、福井テレビ)
- 他社には教えたくない！社長のための企業を高めるインターネット術！(2017年12月23日、福井テレビ)
- キャッチ！ボートがつなぐ友情物語(2017年4月2日、福井テレビ)
- 廃材がよみがえる！〜ムダゼロへの挑戦〜(2017年3月12日、日本テレビ系列 福井放送)
- 若狭路を駆けるWakasaRally(2016年6月4日、福井テレビ)
- ボートがつなぐ絆 - 美浜中学校ボート部の挑戦(2016年4月3日、福井テレビ)
- 会社のチカラ〜20代が戦力！彼らのリアル現場〜(2016年3月19日、福井テレビ)
- 日本食文化　小浜から世界へ〜ミラノで伝えた日本の心〜(2015年9月27日、福井放送)

#### 過去に放送されたレギュラー番組
- OurLuster〜ボクラノ標（2015年10月 - 2023年10月、WEB）
- 三国ボートスコープ(2018年10月27日 - 2019年3月、福井テレビ)
- 春夏秋冬、若狭色!(2018年4月7日 - 2019年3月、福井テレビ)
- おかえりなさ〜い　ふくいジョブカフェ 就活のススメ（2016年5月 - 2017年3月、福井テレビ）
- おかえりなさ〜い　ふくいジョブカフェ ジョブカフェ就活部(2014年4月 - 2015年3月、福井テレビ)ボイスオーバー

### ラジオ
- Dino★ラジ！（2021年4月 - 2023年3月、NHK福井）毎月最終金曜日17:05-
- 情報たら福SPウィーク(2019年10月30日、NHK福井)　公開生放送ゲスト
- ヒナタカコ 音楽室でひなたぼっこ（2019年10月6日、FBC福井放送）ゲスト
- 情報たら福SPウィーク(2019年3月19日、NHK福井)　生出演ゲスト

#### アニメ
- 野球部あるある(2015年、監督　役ほか、北陸朝日放送)

### MC
- 三国花火大会(2018-)
- 楽器店大賞(2022-)
- ヤマハブラスジャンボリーin福井(2022・2023) 富山(2024)
- 福井フェニックスまつり民踊YOSAKOIイッチョライ(2015-2019)
- ロータリー財団100周年記念RI第2650地区 2016-17年度地区大会inサンドーム福井